# Titanato di piombo
Il titanato di piombo (o titanato di piombo(II)) è un composto inorganico con formula chimica PbTiO3. È il sale di piombo dell'acido titanico. Il titanato di piombo è una polvere gialla insolubile in acqua.
Ad alte temperature, il titanato di piombo adotta una struttura cubica della perovskite. A 760 K, il materiale subisce una transizione di fase del secondo ordine verso una struttura tetragonale perovskite che mostra ferroelettricità. Il titanato di piombo è uno degli elementi terminali del sistema di piombo-zirconato di titanio (Pb[ZrxT1-x]O3, 0 ≤ x ≤ 1), che è tecnologicamente una delle ceramiche ferroelettriche e piezoelettriche più importanti.
Il titanato di piombo si trova in natura sotto forma di macedonite, un minerale.

## Tossicità
Il titanato di piombo è tossico, come altri composti del piombo. Irrita la pelle, le mucose e gli occhi. Può anche causare danni ai bambini non ancora nati e potrebbe avere effetti sulla fertilità

## Solubilità in acqua
La solubilità in acqua del titanato di piombo in fase perovskite sintetizzata idrotermicamente è stata determinata sperimentalmente a 25 e 80 °C per dipendere dal pH: i valori vanno da {\displaystyle 4,9\times 10^{-4}\,\mathrm {mol/kg} } a pH≈3, a {\displaystyle 1,9\times 10^{-4}\,\mathrm {mol/kg} } a pH ≈7,7, a "non rilevabile" {\displaystyle (<3,2\times 10^{-7}\,\mathrm {mol/kg} )} nell'intervallo 10<pH<11. A valori di pH ancora più elevati, la solubilità è nuovamente aumentata. La solubilità è apparentemente incongruente ed è stata quantificata come concentrazione analitica del piombo